# نادي بانياس
نادي بانياس الرياضي سوريا - بانياس ناد رياضي سوري متخصّص في كرة القدم، يلعب في مدينة بانياس في الساحل السوري. تأسس في العام 1959، وهو أقدم ناد في المدينة والأكثر شعبية بين سكانها.

## أهم الانجازات
- الدوري السوري:
- الدوري السوري (الدرجة الثانية):

- كأس الجمهورية:

## تاريخه
لا توجد انجازات تذكر للفريق[بحاجة لمصدر] وأفضل انجاز وصوله لدوري الدرجة الثانية موسم 2004/2005، لكن مالبث أن هبط للدرجة الثالثة مجددًا. كما يذكر له وصوله لدور الثمن النهائي في مسابقة كأس الجمهورية في للعام 2004.